# Bernhard Velthuysen

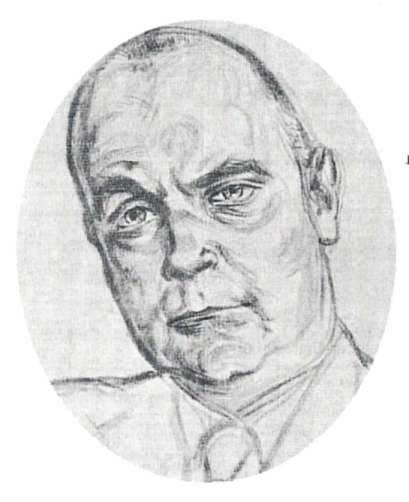
Heinrich Wolff: Bernhard Velthuysen

Bernhard Hieronymus Velthuysen (* 10. September 1881 in Hamburg; † 19. November 1969 in Kiefersfelden) war ein deutscher Kommunalbeamter in Halle und Hamburg.

## Leben
Während seines Studiums wurde er 1902 Mitglied der Burschenschaft Allemannia Heidelberg. In der Weimarer Republik war er in Halle Syndikus und später auch zweiter Bürgermeister. Als der Oberbürgermeister Richard Robert Rive, wie bereits im Sommer 1932 in Aussicht genommen, zum 31. März 1933 mit 67 Jahren in den Ruhestand trat, wählte die Stadtverordnetenversammlung Velthuysen zu seinem Nachfolger. Antreten konnte Velthuysen dieses Amt aber nicht, weil, nachdem die NSDAP bei der Kommunalwahl Anfang 1933 die Mehrheit in der Stadtverordnetenversammlung errungen hatte, am 1. April 1933 ihr Funktionär Johannes Weidemann zum Oberbürgermeister ernannt wurde. Velthuysen wurde beurlaubt und zum 1. Juni 1933 in den Ruhestand versetzt.
1936 wurde er Bürgermeister in Altona und nach dem Zusammenschluss mit Hamburg 1938 dort Senatssyndikus. Als Hans Nieland im Februar 1940 zum Oberbürgermeister von Dresden berufen wurde, wurde Velthuysen sein Nachfolger im Amt des Stadtkämmerers von Hamburg und zudem Verwaltungsratsvorsitzender der neuen Hamburgischen Landesbank.
Auch im Nachkriegs-Senat Petersen war Velthuysen Kämmerer, bis er am 26. Juli 1945 zunächst von seinen Aufgaben entbunden und am 30. September 1945 "aus gesundheitlichen Gründen" in den Ruhestand versetzt wurde. Vielleicht waren auch Zweifel an seiner Unbelastetheit aufgekommen. Jedenfalls wurde er im Herbst 1948 angeklagt, im November 1942 eine ihm zugetragene Meldung über wehrkraftzersetzende Äußerungen eines Mitarbeiters der Kämmerei an die Gestapo weitergegeben und dadurch zur Inhaftierung dieses Mitarbeiters beigetragen zu haben. Das Schwurgericht sprach Velthuysen jedoch frei, da die angeblich von ihm unterschriebene Abgabeverfügung nicht mehr vorhanden war und das Gericht die vorliegende Kopie nicht als ausreichenden Beweis ansehen mochte.